# Тарногород (гміна)
Гміна Тарногород (пол. Gmina Tarnogród) — місько-сільська гміна у східній Польщі. Належить до Білгорайського повіту Люблінського воєводства.
Станом на 31 грудня 2011 у гміні проживало 6895 осіб.

## Площа
Згідно з даними за 2007 рік площа гміни становила 113.97 км², у тому числі:
- орні землі: 69.00%
- ліси: 26.00%

Таким чином, площа гміни становить 6.79% площі повіту.

## Населення
Станом на 31 грудня 2011:
| Опис     | Загалом | Загалом | Чоловіки | Чоловіки | Жінки | Жінки |
| -------- | ------- | ------- | -------- | -------- | ----- | ----- |
| одиниця  | осіб    | %       | осіб     | %        | осіб  | %     |
| все      | 6895    | 100     | 3437     | 49.85    | 3458  | 50.15 |
| міське   | 3461    | 100     | 1682     | 48.60    | 1779  | 51.40 |
| сільське | 3434    | 100     | 1755     | 51.11    | 1679  | 48.89 |

## Сусідні гміни
Гміна Тарногород межує з такими гмінами: Адамівка, Біща, Княжпіль, Курилувка, Лукова, Обша, Старий Диків.